# 281 Lucretia
A 281 Lucretia a Naprendszer kisbolygóövében található aszteroida. Johann Palisa fedezte fel 1888. október 31-én.